# Calea ferată forestieră Onești–Oituz
Calea ferată forestieră Onești–Oituz a reprezentat un sistem de căi ferate forestiere cu ecartament îngust situate pe valea Oituzului, în județele Bacău și Covasna. Structura și ecartamentul acestora au variat de-a lungul timpului, existând perioade de discontinuitate. Această structură a avut o conexiune cu Brețcu, printr-un funicular.
Scopul existenței sale a fost reprezentat de susținerea activității industriale de prelucrare a lemnului de pe valea Oituzului. Funcționând între anii 1916 și 1991, a dispărut ca urmare a pierderii competiției cu transportul auto, acesta fiind susținut de sistemul de pe drumuri forestiere.

## Context
La începutul anului 1891, autoritățile austro-ungare au propus României realizarea unei legături feroviare cu ecartament normal și caracter strategic, care să traverseze Carpații Orientali prin Pasul Oituz, via Sfântu Gheorghe–Brețcu–Valea Oituzului. Până la urmă, legătura s-a creat prin Pasul Ghimeș-Palanca, via Sfântu Gheorghe–Miercurea Ciuc–Ciceu–Adjud.
Până în anul 1948 pădurea din zona comunei Oituz a aparținut obștii locale (composesoratului din Poiana Sărată), țăranilor din celelalte sate și o altă parte a revenit familiei Negroponte.
Potrivit Dicționarului geografic al județului Bacău (1895) al Ortensiei Racoviță proprietarul Negroponte avea intenția să construiască o linie de cale ferată cu o lungime de 22 kilometri pe moșia proprie pe care să o lege de linia de stat, între stația de joncțiune Onești și pârâul Iordokat, afluent al râului Oituz. Comunele de tranzit ar fi fost Bogdănești și Grozești, cuprinzând astfel Valea Oituzului, cu un cost de construcție de 4 milioane de lei. Motivul construcției a fost existența fabricii de var hidraulic și ciment în proprietatea Negroponte.
Cu timpul, pe valea Oituzului a început să se dezvolte industria prelucrării lemnului, mai ales în satul Ferestrău (de unde i se trage și numele). Alte fabrici de cherestea s-au mai ridicat și în satul Poiana Sărată, una fiind înființată în anul 1904 și o a doua în 1930; prima avea 3 gatere și a funcționat 4 ani. Cea de a doua, amplasată lângă râul Oituz, era dotată cu o mașină cu abur, două gatere și două  fierăstraie circulare. De asemenea, în anul 1924 societatea anonimă „Danubia”, deținută de Negroponte, a inaugurat la Oituz, Covasna o fabrică de cherestea dotată cu 5 gatere.
Prin Legea naționalizării dată în 1948, industria de pe moșia Grozești a trecut în proprietatea statului, iar utilajele din fabricile de prelucrare a lemnului au fost mutate la Onești, rămânând activă doar industria exploatării forestiere.

## Construcție
O cale ferată îngustă între Onești și Oituz (fost Grozești) fost realizată pentru prima dată în anul 1916, pe marginea actualului drum DN 11 (Onești–Brașov). Deși a folosit la transportarea materialului lemnos exploatat de pe moșia Grozești (actual Oituz) la Onești, mai târziu a fost desființată. Ulterior anului 1916, a fost construită o altă linie între Hârja și Oituz, Covasna. O porțiune de 12 km din această linie a fost desființată cu începere din anul 1918 de către Armata Română.

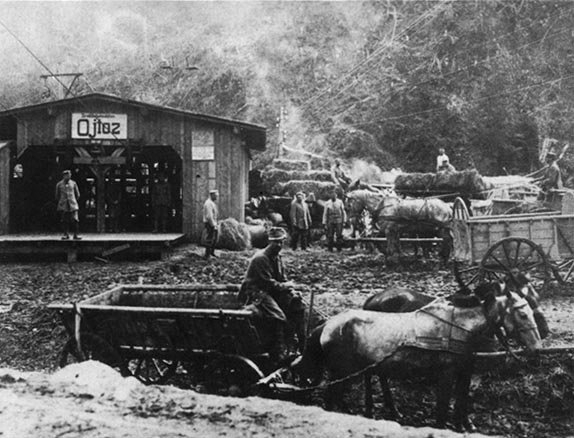
Funicularul de la Oituzul ardelean în 1917, păzit de soldați austro-ungari.

În anul 1920 Compania 1 din Batalionul 1 Căi Ferate - Focșani a reconstruit porțiunea dintre Hârja și Oituz (Covasna) desființată anterior, modificând ecartamentul respectivei linii la 760 mm. Ulterior, în anul 1922, pentru transportul buștenilor s-a construit funicularul Brețcu-Oituz, deservind astfel sistemul feroviar Oituz. O a doua linie din zonă a fost construită pe vechiul sistem de cale ferată miltară (Deutsche Heeresfeldbahn) între anii 1929-1930 (sau 1933 ori 1935) de către societatea anonimă „Danubia”, deținută de Negroponte. Astfel au apărut primii 8 km ai CFF Oituz, între Fabrica de cherestea Oituz și punctul Tudor.
În anul 1923, Concesiunea Grigorescu a construit o ramificație de 16 km lungime, între Ferăstrău (kilometrul 20 al liniei principale) și Lunca Căpățânii. Ulterior linia a intrat în administrarea C.A.P.S. (Casa Autonomă a Pădurilor Statului), iar după 1948 a fost administrată de I.F.E.T. Comănești, fiind treptat desființată, între anii 1965-1970.
În timpul celui de-al Doilea Război Mondial, o parte din linia de către societatea anonimă „Danubia” a fost parțial demontată, materialul de cale recuperat astfel fiind folosit pentru realizarea unor alte linii feroviare strategice. Între anii 1955–1958, I.C.F. Piatra Neamț a reconstruit linia de pe Valea Oituzului, extinzând-o cu încă 3 km (până la punctul Depozitul Brandy, la kilometrul 11 al liniei) și a mai realizat ramificația Fag Rotund-Lepșa Mică (1,5 km).
În anii 1970, traseul de cale ferată rămas pornea de la Oituz, Covasna și se întindea în amontele văii Oituzului până aproape de confluența cu pârul Cărăușu Mare, la cota 870 m.

## Decăderea și desființarea liniei
La sfârșitul anilor 1950 și începutul anilor 1960, sistemul de căi ferate forestiere care includea pe cel de funiculare a început să fie depășit din punct de vedere al rentabilității economice, de sistemul de drumuri forestiere, cu atât mai mult cu cât ultimul putea folosi atât activităților miniere (și în mod particular exploatăreii petrolului), cât și turismului. Deciziei politice luate în anul 1957 în favoarea drumurilor forestiere, i s-au adăugat problemele generate de standardele tehnice joase ale liniilor de funicular, de durata lor de viață redusă datorită folosirii pilonilor de lemn, precum și de inundațiile care distrugeau sistemele de transport. De asemenea, apariția unei noi rețele de unități de procesare a lemnului a impus rebalansarea expolatării masei lemnoase, iar apariția unui sistem integrat de exploatare și transport a determinat orientarea către modalități de exploatare specifice, adaptate cererii de moment a pieței. În plus, sistemele de căi ferate forestiere au devenit, mai ales acolo unde terenul era instabil și supus acțiunii negative a elementelor naturale, incapabile să asigure atât un volum semnificativ de masă lemnoasă atunci când era necesar, cât și raționalizarea acestuia atunci când situația o impunea.
La începutul anilor 1970 a debutat criza petrolului, cauzată de războiul arabo-israelian. Faptul că România devenise între timp importator de petrol datorită capacității supradimensionate de prelucrare a lui în industria petrochimică, a făcut ca să apară necesitatea economisirii combustibililor bazați pe hidrocarburi și implicit a determinat statul român, prin organizația națională Centrul exploatării lemnului (CEL) să păstreze funcționale liniile CFF rămase pe un termen nelimitat, deși erau mai scumpe de întreținut decât drumurile forestiere. Resturi scurte și trunchiate de cale ferată au început astfel să deservească unități mici de procesare și puncte de schimb, cum s-a întâmplat și cu calea ferată forestieră Oituz sau la Onești–Scutaru, Râșca, Suceava și Tazlău, Neamț.
Funicularul între Oituz, Covasna și capătul feroviar Brețcu a funcționat până în 1975. Sistemul forestier de cale ferată a dispărut începând cu 1 octombrie 1991, moment în care I.F.E.T. Târgu Secuiesc a sistat activitatea locomotivelor și a demarat acțiunea de demontare a liniei.
Ultima locomotivă folosită a avut ampatamentul 2'C, fiind construită în 1916 de Krauss München. Locomotivă Orenstein & Koppel 764 234, a fost dezasamblată aici în 1981. Până în iarna anilor 1984-1985, locomotiva Orenstein & Koppel 764 215 era staționată la Oituz, a fost dusă la sistemul Covasna–Comandău în schimbul locomotivei Krauss-Lok.